# Serratella ignita
Espèce
Serratella ignita est une espèce d'insectes appartenant à l'ordre des éphéméroptères, à la famille des Ephemerellidae et au genre Serratella.